# Takeda Kōunsai

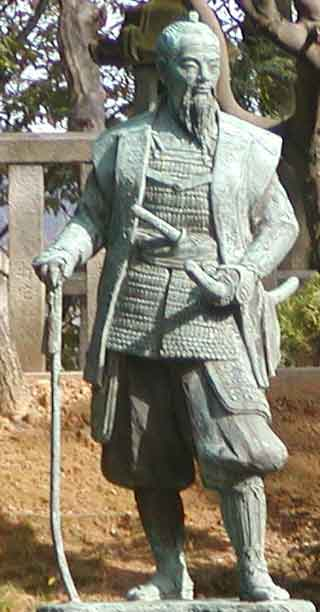
Takeda-Statue in Suruga

Takeda Kōunsai (japanisch 武田 耕雲斎; geboren 1803 in Mito (Provinz Hitachi); gestorben 1. März 1865 in Tsuruga) war ein japanischer Samurai. Am Ende der Edo-Zeit war er der Anführer der „Sonnō jōi“-Fraktion der Mito-Domäne.

## Leben und Wirken
Takeda Kōunsai war der älteste Sohn von Atobe Masatsugu (跡部 正続), einem adeligen Gefolgsmann des Mito-Klans. Als letzter Verwandter des Takeda-Klans aus der Provinz Kai änderte er seinen Namen in Takeda. Sein Einkommen betrug 300 Koku. Er folgte als Hausältester auf Asakabe Sōke (跡部 宗家). 1817 wurde er dann Oberhaupt der Familie. Ab 1829 unterstützte Takeda den Fürsten der Mito-Domäne Tokugawa Nariaki bei dessen Widerstand gegenüber dem Shogunat mit aller Kraft und trat 1840 dessen Regierung bei.
Als Nariaki 1844 vom Shogunat angeordnet wurde, sich zurückzuziehen, wurde Takeda für seinen Aufruf zur Beteiligung an einer Setsuen-Bewegung bestraft und kam fünf Jahre lang in Haft. Dann wurde er begnadigt und konnte in die Mito-Regierung zurückkehren.
Takeda kooperierte mit Sakakibara Shinzaemon (榊原 新左衛門, 1834–1865) einem Shogunatsgegner. Dieser ergab sich aber im Oktober desselben Jahres der Shogunatsarmee und beging Seppuku. Daraufhin trat Takeda der Hayama-Gruppe (波山勢), der Tengu-Partei bei, und wurde ihr Oberbefehlshaber.
Als sich als Reaktion auf die von der Tokugawa-Regierung vorgenommene Öffnung des Landes für Ausländer hunderte von Gegnern dieser Politik sich 1864 am Fuße des Berges Tsukuba versammelten, versuchte Takeda sie zunächst zu beruhigen. Schließlich entschied er sich, sie auf einem Marsch nach Kyōto anzuführen, wo der Shogun gerade seine Aufwartungen beim Kaiser machte. Das Shogunat ordnete an, die Gruppe entlang der Strecke aufzuhalten. Nach kämpferischen Auseinandersetzungen, die sich über drei Monate hinzogen, war die Gruppe geschlagen. Takeda konnte entkommen, wurde aber dann gefangenen genommen und bald darauf hingerichtet.